# Acanthothamnus
Acanthothamnus je monotipski biljni rod iz porodice kurikovki. Jedina vrsta, A. aphyllus, raste po meksičkim državama Hidalgo, Nuevo León, Oaxaca, Puebla, Querétaro, San Luis Potosí i Tamaulipas.
Iz vrste je prvi puta izdvojena nova vrsta alkaloida, akantotamin (acanthothamine), molekularne formule C34H43NO16

## Sinonimi
- Acanthothamnus viridis T. S. Brandeg.
- Celastrus aphyllus Schltdl.
- Scandivepres mexicanus Loes.